# مملكة إيطاليا النابوليونية
 مملكة إيطاليا النابوليونية ، رسميا مملكة إيطاليا (بالإيطالية: ;Regno d'Italia)‏ (بالفرنسية: Royaume d'Italie)‏ هي دولة كانت تحت سيطرة القوات المسلحة الفرنسية. تأسست الدولة من قبل نابليون بونابرت في العام 1805، وأصبح رئيس الجمهورية الإيطالية النابوليونية ملكا بعد أن تم تحويلها إلى مملكة والتي شملت وسط شرق إيطاليا والكثير من الشمال واتخاذ مدينة ميلانو عاصمة لها، ثم لم تلبث أن تصمد طويلا بعد سقوط نابليون وتم حلها في العام 1814.

## ولادة الدستور
ولدت مملكة إيطاليا بتاريخ 17 من مارس العام 1805 بعدما كانت جمهورية إيطاليا تحت إمرة نابليون بونابرت وعين نائبا له وهو يوجين دو بوارنيه والذي كان شابا يبلغ من العمر 24 عاما.

## معرض صور

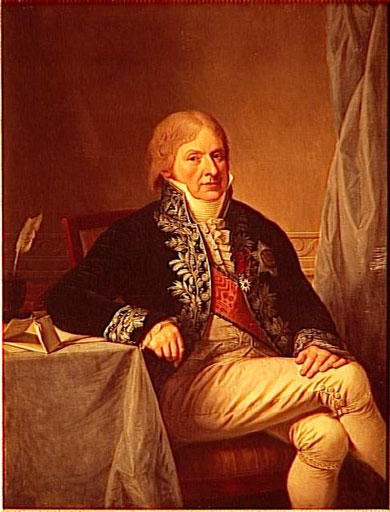
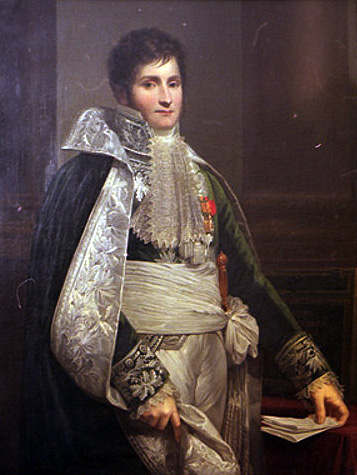
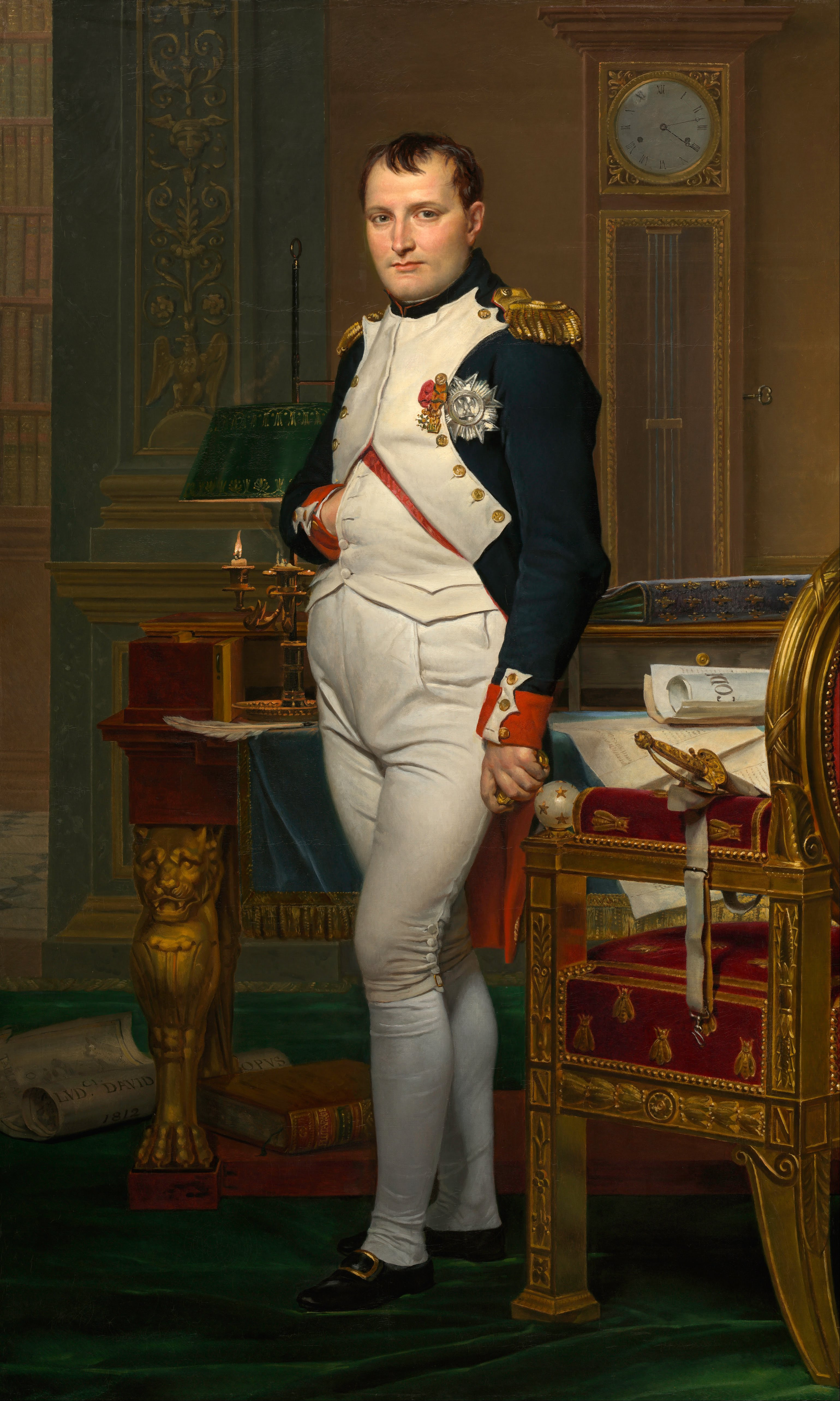
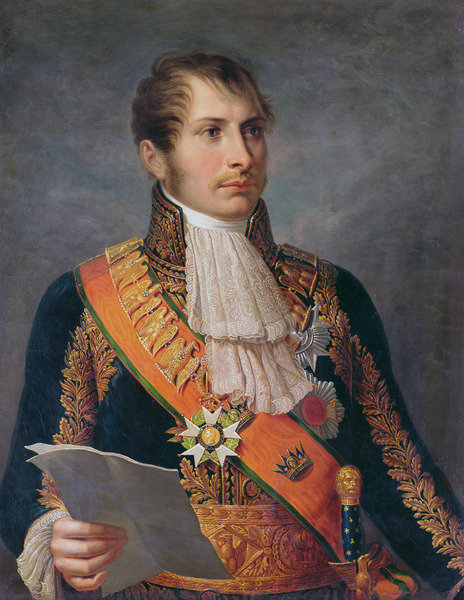

## وصلات خارجية
- Napitalia. The Eagle in Italy about the army of the Kingdom of Italy under Napoleon.